# Rachel Maia
Rachel Maia (São Paulo, 1971) é uma contadora e empresária brasileira, ex-CEO da Lacoste no Brasil.

## Biografia

### Primeiros anos
Foi criada na Cidade Dutra, Zona Sul de São Paulo, sendo a caçula de sete filhos em uma família de onze pessoas. Seu pai era um engenheiro de voo da Viação Aérea São Paulo (VASP).

### Formação
Estudou em escolas públicas e graduou-se em Ciências Contábeis pela Faculdades Metropolitanas Unidas (FMU), tendo também feito especializações na Universidade de Harvard e concluído uma pós-graduação em Finanças pela Universidade de São Paulo (USP).

### Carreira
O primeiro emprego de Maia foi como contadora da Seven Eleven nos anos 1990 e, ao deixar esta empresa, estudou inglês durante dois anos no Canadá. Após este período, retornou ao Brasil e trabalhou por quatro anos como gerente financeira da farmacêutica Novartis. Em 2000, foi contratada pela joalheria Tiffany & Co., permanecendo oito anos na empresa e chefiando sua filial brasileira.
Em 2010, Maia foi contratada pela joalheria Pandora, passando a ser a CEO de sua filial no Brasil. De acordo com dados do Instituto Brasileiro de Geografia e Estatística de 2016, apenas três mulheres comandavam uma das 200 maiores companhias do país e, em 2017, nenhuma liderava uma das sessenta empresas do Índice Bovespa. Em 2017, Maia foi nomeada pelo Presidente da República, Michel Temer, para o Conselho de Desenvolvimento Econômico e Social.